# Lustmühle (Bad Königshofen im Grabfeld)
Lustmühle ist ein Gemeindeteil der Stadt Bad Königshofen im Grabfeld im unterfränkischen Landkreis Rhön-Grabfeld in Bayern.

## Lage
Die Einöde liegt direkt am Saalegraben bei Untereßfeld.

## Geschichte
Der Ort wurde im Jahr 1475 als „Sluntsmmühle“ erstmals urkundlich erwähnt. 1556 Thomas Röder als Müller. 1621 Nennung als Lustmühle. Hans Georg Seufert als Müller der jetzt „Ludwigsmühle“. 1726 die Wiesen bei der Lust Mühle.